# Repêchage des qualifications pour la Coupe du monde de rugby à XV 2015
Navigation
Repêchage Coupe du monde 2011 Repêchage Coupe du monde 2019

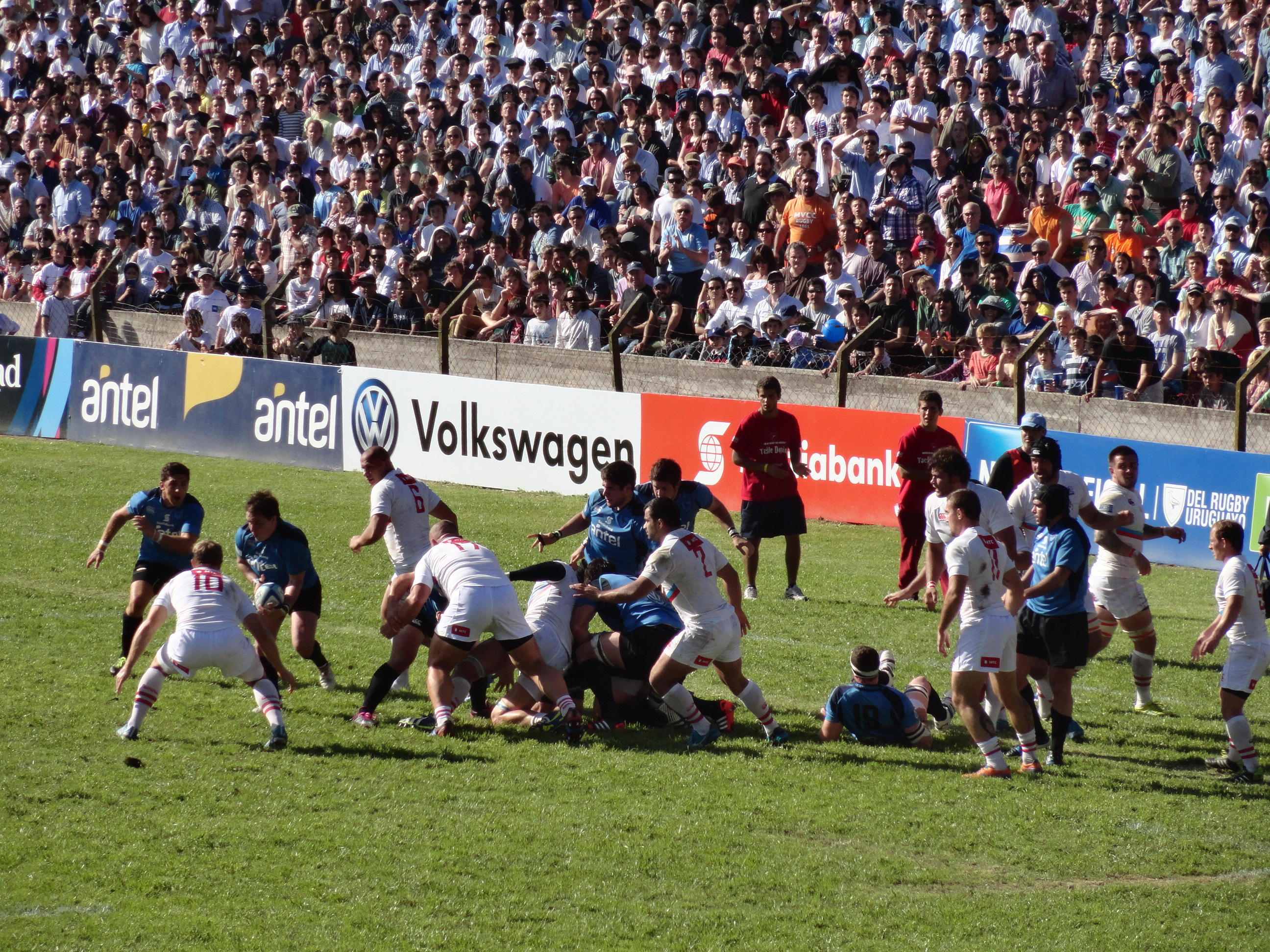
Uruguay vs Russie

Le repêchage des qualifications pour la Coupe du monde de rugby à XV 2015 oppose en 2014 quatre équipes issues des qualifications régionales. L'une d'entre elles se qualifie pour la phase finale.

## Équipes qualifiées
Quatre nations sont en lice : le vainqueur du sixième tour de la zone Europe affrontera le deuxième de la Division 1A de la Coupe d'Afrique 2014, tandis que le perdant du play-off de la zone Amériques jouera contre le deuxième de l'Asian 5 Nations 2014. Les deux vainqueurs se retrouveront en finale où seul le gagnant participera à la Coupe du monde de rugby à XV 2015.
| Confédération | Position           | Équipe         |
| ------------- | ------------------ | -------------- |
| Afrique       | 3e tour, deuxième  | Zimbabwe (27)  |
| Amériques     | tour 3C, finaliste | Uruguay (19)   |
| Asie          | 4e tour, deuxième  | Hong Kong (23) |
| Europe        | 6e tour, vainqueur | Russie (20)    |

## Matches
Pour le premier tour de ces repêchages, les équipes ayant le meilleur classement IRB reçoivent. Pour le second tour qui se joue en match aller-retour, l'équipe ayant le meilleur classement IRB reçoit lors du deuxième match.
- Vainqueur du tour 6 de la zone Europe contre le deuxième de la Coupe d'Afrique Division 1A 2014.
- Perdant du tour 3C de la zone Amériques contre le deuxième de l'Asian 5 Nations 2014 Top 5.

|  | Demi-finales               | Demi-finales               |          |          | Finale                                                             | Finale                                                             |
|  | Demi-finales               | Demi-finales               |          |          | Finale                                                             | Finale                                                             |
|  |                            |                            |          |          |                                                                    |                                                                    |
|  | 2 août 2014, à Krasnoïarsk | 2 août 2014, à Krasnoïarsk |          |          | 27 septembre 2014, à Krasnoïarsk, et 11 octobre 2014, à Montevideo | 27 septembre 2014, à Krasnoïarsk, et 11 octobre 2014, à Montevideo |
|  | 2 août 2014, à Krasnoïarsk | 2 août 2014, à Krasnoïarsk |          |          | 27 septembre 2014, à Krasnoïarsk, et 11 octobre 2014, à Montevideo | 27 septembre 2014, à Krasnoïarsk, et 11 octobre 2014, à Montevideo |
|  | Russie                     | 23                         |          |          | 27 septembre 2014, à Krasnoïarsk, et 11 octobre 2014, à Montevideo | 27 septembre 2014, à Krasnoïarsk, et 11 octobre 2014, à Montevideo |
|  | Russie                     | 23                         |          |          | 27 septembre 2014, à Krasnoïarsk, et 11 octobre 2014, à Montevideo | 27 septembre 2014, à Krasnoïarsk, et 11 octobre 2014, à Montevideo |
|  | Zimbabwe                   | 15                         |          |          | 27 septembre 2014, à Krasnoïarsk, et 11 octobre 2014, à Montevideo | 27 septembre 2014, à Krasnoïarsk, et 11 octobre 2014, à Montevideo |
|  | Zimbabwe                   | 15                         | Russie   | 22 \| 27 |                                                                    |                                                                    |
|  | 2 août 2014, à Montevideo  |                            | Russie   | 22 \| 27 |                                                                    |                                                                    |
|  |                            | Uruguay                    | 21 \| 36 |          |                                                                    |                                                                    |
|  | Uruguay                    | Uruguay                    | 21 \| 36 | 28       |                                                                    |                                                                    |
|  | Uruguay                    |                            |          | 28       |                                                                    |                                                                    |
|  | Hong Kong                  | 3                          |          |          |                                                                    |                                                                    |
|  | Hong Kong                  | 3                          |          |          |                                                                    |                                                                    |

L'Uruguay, finaliste du play-off zone Amériques, est qualifiée. Elle gagne 57 à 49 au cumul des deux matches de la finale.